# Louis-Pierre-Nicolas-Marie Lepage
Louis Pierre Nicolas Marie Lepage est un homme politique français né le 12 juillet 1762 à Montargis (Loiret) et décédé le 7 septembre 1823 à Paris.
Médecin à Montargis, il est député du Loiret à la Convention et siège avec les modérés. Il vote pour la détention de Louis XVI. Il devient ensuite chef de bureau dans l'administration de la loterie, et reste en poste jusqu'en 1810. Il s'occupe également de littérature grecque et latine.

## Sources
- « Louis-Pierre-Nicolas-Marie Lepage », dans Adolphe Robert et Gaston Cougny, Dictionnaire des parlementaires français, Edgar Bourloton, 1889-1891 [détail de l’édition]